# Campo Grande
Campo Grande (deutsch Großes Feld, amtlich portugiesisch Município de Campo Grande) ist die Hauptstadt des brasilianischen Bundesstaates Mato Grosso do Sul. Die Bevölkerungszahl wurde im Jahr 2021 auf 916.001 Einwohner geschätzt, die auf einer großen Gemeindefläche von rund 8083 km² leben und Campo-Grandenser genannt werden.
Sie ist Sitz der Regierung und des Landesparlaments Legislativversammlung von Mato Grosso do Sul.

## Geographie
Umliegende Gemeinden sind im Norden Jaraguari und Rochedo, im Süden Nova Alvorada do Sul und Sidrolândia, im Osten Ribas do Rio Pardo, im Westen Terenos.
Die Stadt liegt im Biom des brasilianischen Cerrado.

### Lage
Campo Grande liegt in der Serra de Maracaju an der Kreuzung der beiden Fernverkehrsstraßen BR-163 (Dourados – Santarém) und BR-262 (Três Lagoas – Corumbá). Die Entfernung zur Bundeshauptstadt Brasília beträgt 1134 km.

### Klima
Das Klima von Campo Grande ist tropisch, Aw nach der Klimaklassifikation nach Köppen und Geiger. Die Durchschnittstemperatur ist 23,5 °C. Die durchschnittliche Niederschlagsmenge liegt bei 1573 mm im Jahr. Im Südsommer fallen in Campo Grande deutlich mehr Niederschläge als im Südwinter.

### Hydrographie
Campos Grande liegt im Bereich des Aquífero Guarani und an der Wasserscheide der Einzugsgebiete der Flüsse Rio Paraná und Rio Paraguai.

## Kommunalverwaltung
Stadtpräfektin (Bürgermeisterin) ist seit 2. April 2022 Adriane Lopes der Partei Patriota. Sie hatte den seit 2017 amtierenden Stadtpräfekten Marquinhos Trad abgelöst.

## Demografie

### Bevölkerungsentwicklung
| Jahr | Einwohner | Stadt   | Land   |
| --- | --------- | ------- | ------ |
| 1920 | 21.360    | ?       | ?      |
| 1940 | 49.629    | 24.479  | 25.150 |
| 1950 | 57.033    | 33.254  | 23.779 |
| 1960 | 74.249    | 64.934  | 9.315  |
| 1970 | 140.233   | 131.138 | 9.095  |
| 1980 | 291.777   | 283.656 | 8.121  |
| 1991 | 526.126   | 518.687 | 7.439  |
| 2000 | 663.621   | 655.914 | 7.707  |
| 2010 | 787.204   | 776.654 | 10.550 |
| 2021 | 916.001   | ?       | ?      |
| Die zur Anzeige dieser Grafik verwendete Erweiterung wurde dauerhaft deaktiviert. Wir arbeiten aktuell daran, diese und weitere betroffene Grafiken auf ein neues Format umzustellen. (Mehr dazu) |           |         |        |

Quelle: IBGE (2011)

### Ethnische Zusammensetzung
Ethnische Gruppen nach der statistischen Einteilung des IBGE (Stand 2000 mit 663.621 Einwohnern, Stand 2010 mit 786.797 Einwohnern):
| Gruppe      | Anteil 2000       | Anteil 2010           | Anmerkung                        |
| ----------- | ----------------- | --------------------- | -------------------------------- |
| Brancos     | 382.625 (57,66 %) | ▲ 393.374 (50,00 %) ▼ | Weiße, Nachfahren von Europäern  |
| Pardos      | 243.803 (36,74 %) | ▲ 333.555 (42,39 %) ▲ | Mischrassige, Mulatten, Mestizen |
| Pretos      | 21.504 (3,24 %)   | ▲ 41.392 (5,26 %) ▲   | Schwarze                         |
| Amarelos    | 8.370 (0,10 %)    | ▲ 13.121 (1,67 %) ▲   | Asiaten                          |
| Indígenas   | 4.641 (0,70 %)    | ▲ 5.272 (0,67 %) ▼    | indigene Bevölkerung             |
| ohne Angabe | 2.678             | 83                    |                                  |

## Erzbistum Campo Grande
- Erzbistum Campo Grande

## Städtepartnerschaften
- , Puerto Tirol, Argentinien[6]
- , Turin, Italien[7]

## Söhne der Stadt
- José Viegas Filho (* 1942), Diplomat
- Müller, bürgerlich Luís Antônio Corrêa da Costa (* 1966), Fußballspieler
- Vragel da Silva (* 1974), Fußballspieler
- Diego Henrique Costa Barbosa (* 1999), Fußballspieler
- Éderson (* 1999), Fußballspieler